# 西瀛大橋

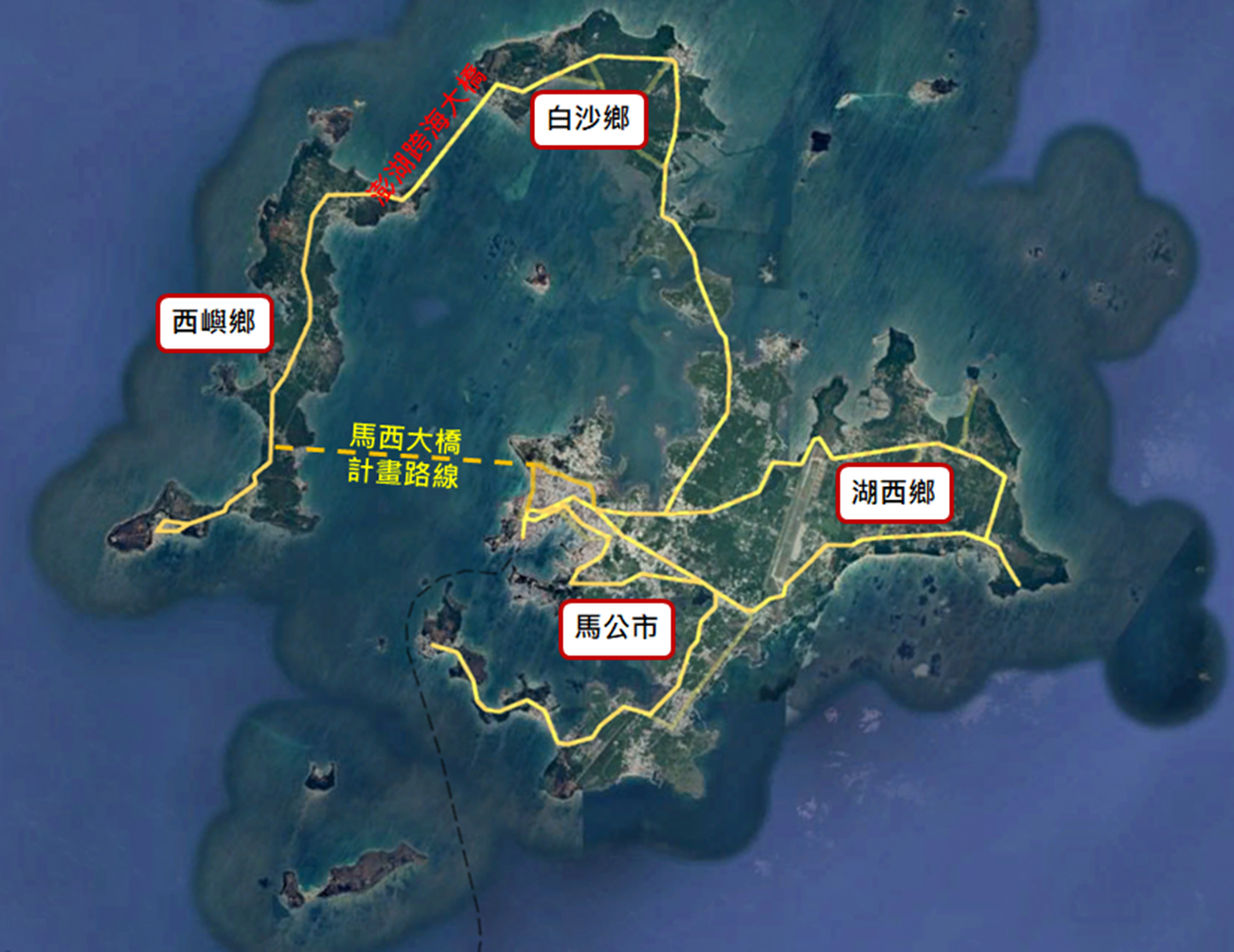
澎湖縣政府工務處提出的馬公西嶼大橋（馬西大橋、西瀛大橋）計畫路線草圖。

西瀛大橋，舊稱馬公西嶼大橋、馬西大橋，臺灣計畫興建的橋樑，預計將澎湖群島的大山嶼西側和西嶼島東側連通，跨越澎湖內海，讓澎湖縣馬公市與西嶼鄉能夠由陸路直駛串聯，不必再繞行白沙鄉的跨海大橋。

## 計畫
2023年5月份，澎湖縣政府舉辦「施政報告」，時任澎湖縣縣長陳光復拋出「興建馬西大橋」之議題，引起民眾熱烈討論。2023年9月份，陳光復表示已向行政院提出計畫，開始進入爭取興建經費的階段，並為爭取地方支持，並將「馬西大橋」改名做「西瀛大橋」，澎湖縣政府工務處在10月19日分別於西嶼鄉赤馬村和馬公市的縣府地下室各舉辦一場「西瀛大橋興建計畫說明會」，民眾到場踴躍，立場傾向支持，多樂見其成。
2025年5月21日，西嶼鄉議員許月里在定期大會質詢澎湖縣長陳光復關於西瀛大橋的進度問題。陳光復表示，原馬西大橋表定自西嶼赤馬村大菓葉港連結馬公市重光碼頭，僅5公里的橋樑長度，可將原42分鐘車程縮短至5分鐘，但因澎湖為玄武岩地質硬度高，施工不易，且預計興建費用高達新台幣300億元，地方財政不足，需由中央全額支應且代辦建造，又因立法院有立委提案，三年內所有內海不得開發，此案僅能擇期再議。

## 其他
2023年10月21日，就讀中正大學戰略暨國際事務研究所的冼義哲投書〈澎湖日報〉，發表〈無論興建西瀛大橋與否 很多重要的事我們都可以先做!〉一文，文中指出「馬西大橋」是一項長達十年大計的建設計畫，澎湖縣政府也可以仿效亞馬遜電商和德州農工大學的合作方案，透過無人機傳送處方藥，縮短鄉鎮市間的醫療服務差距，並參考各國島嶼運輸發展經驗，打造「風櫃－馬公」、「赤馬－馬公」兩條運輸渡輪航線，更豐富澎湖的旅遊體驗，以及拓展大眾對交通載具的想像。

## 外部連結
- 澎湖縣政府工務處 （页面存档备份，存于）